# Зана Мар'янович
Зана Мар'янович (31 травня 1983) — боснійська акторка. Закінчила Академію сценічного мистецтва у Сараєво.

## Вибіркова фільмографія
- Сніг (2008)
- У краю крові та меду (2011)
- Зламані (2012)
- Агенти розвідок (2014), міні-серіал